# Полоцкая губерния
По́лоцкая губе́рния (Полоцкое наместничество) — губерния Российской империи в 1776—1796 годах.

## История
Полоцкая губерния была образована вскоре после первого раздела Речи Посполитой 4 сентября 1776 года из Витебской, Двинской и Полоцкой провинций Псковской губернии. С целью уравнения уездов Белорусских губерний в отношении пространства и населения, 22 марта 1777 года, было сделано новое распределение уездов Могилёвской и Полоцкой губерний; в составе последней было образовано 11 уездов.
10 января 1778 года губерния переименована в Полоцкое наместничество.
12 декабря 1796 году Полоцкое наместничество вместе с Могилёвским наместничеством были соединены в одну Белорусскую губернию.

## Административно-территориальное деление
- Велижский уезд
- Витебский уезд
- Городокский уезд
- Дриссенский уезд
- Динабургский уезд
- Лепельский уезд (с 1793 года)
- Люцинский уезд
- Невельский уезд
- Полоцкий уезд
- Режицкий уезд
- Себежский уезд
- Суражский уезд

## Руководили наместничества

### Генерал-губернаторы
- 1776—1782: Чернышёв, Захар Григорьевич
- 1782—1796: Пассек, Пётр Богданович

### Правители наместничества
- 1778—1782: Ребиндер, Иван Михайлович
- 1783—1784: Ланской, Михаил Родионович
- 1784—1792: Лунин, Александр Михайлович
- 1793—1794: Неклюдов, Сергей Васильевич
- 1794—1796: Лопатин, Михаил Петрович